# STE-QUEST
Space-Time Explorer and QUantum Equivalence Principle Space Test (STE-QUEST) va ser una proposta de missió de satèl·lit per provar el principi d'equivalència d'Einstein en alta precisió i la recerca de nous components fonamentals i les seves interaccions en l'Univers. Contindria un rellotge atòmic i un interferòmetre atòmic. Va ser seleccionat per a una fase d'avaluació inicial, com una de les cinc candidates del programa Cosmic Vision de l'Agència Espacial Europea.